# Hans Schwerzmann
Hans Schwerzmann (Cham (Zwitserland), 31 december 1905 – aldaar, 1978) was een Zwitsers componist, dirigent en muziekuitgever.

## Levensloop
Schwerzmann werd geboren in een muzikale familie. Zijn vader was de dirigent, muziekuitgever en componist Johann Schwerzmann (1882-1940). Zo kwam Hans Schwerzmann al vroeg in contact met de muziek en trad in de voetstappen van zijn vader. Hij werd zijn opvolger als dirigent van de Musikgesellschaft Cham en ook zijn muziekuitgave zette hij met succes door.
Hans Schwerzmann schreef als componist werken voor verschillende genres.

## Composities

### Werken voor harmonieorkest
- Auf Wanderschaft
- Der weisse Sonntag
- Euse Präsident
- Prättigau-ouverture
- Prozessions-Marsch
- Zugerberg hell